# 617
| 617                |
| ------------------ |
| Dødsfald - Fødsler |
|                    |

| Gregoriansk kalender | 617 DCXVII              |
| Ab urbe condita      | 1370                    |
| Armensk kalender     | 66 ԹՎ ԿԶ                |
| Kinesiske kalender   | 3313 – 3314 丙子 – 丁丑 |
| Etiopisk kalender    | 609 – 610               |
| Jødisk kalender      | 4377 – 4378             |
| Hindukalendere       |                         |
| - Vikram Samvat      | 672 – 673               |
| - Shaka Samvat       | 539 – 540               |
| - Kali Yuga          | 3718 – 3719             |
| Iransk kalender      | 5 BP – 4 BP             |
| Islamisk kalender    | 5 BH – 4 BH             |

Se også 617 (tal)